# Satans Kingdom (Vermont)
Satans Kingdom ist eine unincorporated community in der Town Leicester im Addison County des Bundesstaates Vermont in den Vereinigten Staaten. Satans Kingdom ist eine Ansiedlung am südöstlichen Ufer des Lake Dunmores. Im Osten grenzt die Moosalamoo National Recreation Area an das Gebiet. Die Vermont State Route 53 verläuft durch die Ansiedlung in nordsüdlicher Richtung.
Satans Kingdom verdankt seinen Namen vermutlich einem frühen Siedler, der in Erwartung von ebenen, fruchtbaren Ackerland gekommen war und sich mit einem Landstück konfrontiert sah, welches hügelig, steinig und für den Ackerbau nicht zu gebrauchen war.